# 結婚記念日
結婚記念日（けっこんきねんび）とは、個人的な記念日のひとつで、夫婦が結婚したことを年ごとに記念する日。また、結婚記念日や結婚何周年を祝う式のことを結婚記念式（）と言う。
結婚式を祝う風習はドイツで始まったされ、その後ヨーロッパ全体に広まった。銀婚式（ぎんこんしき）は1624年、金婚式（きんこんしき）は1860年に最初に行われたという。
日本では明治天皇と昭憲皇太后が1894年（明治27年）3月9日に大婚25年祝典を行なったのが最初とされ、それ以来、銀婚式、金婚式の習慣が一般にも広まった。宝石業界の販売戦略もあり国によりさまざまな記念年が生れているが、日本においては25周年目の銀婚式と、50周年目の金婚式以外はあまり一般的では無い。

## 概要
いつを結婚記念日と決めるかの基準については、さまざまな考えがあり、夫婦の同意によってなされることが一般的である。法的な夫婦の場合は婚姻届を提出した日か、結婚式（≒結婚披露宴）挙行日を結婚記念日とする場合が多い。できちゃった結婚（当事者間の子供の妊娠が確認された後の結婚）や、法律上の届出をしない事実婚などが社会に浸透するにつれ、両性が結婚の合意に達した日を結婚記念日とする場合も増えている。
慣習は各家庭により、当事者である2人のみで祝う場合も、子供が親に対して祝う場合もある。夫婦間で、あるいは親族が、贈り物を手渡すことが多い。
文化によっては経過年数ごとに独自の呼称を持っている場合があり（後述）、25周年の「銀婚式」、50周年の「金婚式」は特に盛大に祝福される。

## 各地域の習慣
欧米では結婚1周年の「紙婚式」に、ウェディングケーキの頭頂部を夫婦で食べる。このため、頭頂部を持ち帰れるように、また日持ちするようにケーキ台はスポンジケーキで作り、披露宴当日から1年後まで変質しないよう、冷蔵庫などで保存する。
日本では夫婦間で、あるいは夫から妻に、子や孫から夫婦に祝いの品を贈るなどする。また、食事（外食）に行ったり、ケーキを買ったり、などといったように、夫婦によって形は様々である。

## 記念の呼称
以下はイギリス式で、一部は日本でも一般化した呼称となっている。呼称にちなんだものを贈り物とする習慣である。
最初のうちは安価で柔らかく日常的な物にちなんでいるが、徐々に高価で硬い貴重品へと変わる。15年目までは1年単位、以後は5年単位で祝う。
- 1周年：紙婚式
- 2周年：藁婚式、綿婚式
- 3周年：革婚式、糖果婚式、草婚式
- 4周年：花と果実婚式（、絹婚式、リンネル婚式）、皮婚式（皮革婚式）、書籍婚式
- 5周年：木婚式
- 6周年：鉄婚式、砂糖婚式
- 7周年：銅婚式、ウール婚式
- 8周年：青銅婚式、ゴム婚式、電気器具婚式、めがね婚式、塩婚式
- 9周年：陶器婚式
- 10周年：錫婚式、アルミ婚式
- 11周年：鋼鉄婚式
- 12周年：絹婚式、亜麻婚式
- 13周年：レース婚式
- 14周年：象牙婚式
- 15周年：水晶婚式
- 20周年：磁器婚式、陶磁器婚式
- 25周年：銀婚式
- 30周年：真珠婚式
- 35周年：珊瑚婚式、翡翠婚式
- 40周年：ルビー婚式
- 45周年：サファイア婚式
- 50周年：金婚式
- 55周年：エメラルド婚式
- 60周年：ダイヤモンド婚式
- 65周年：碧玉婚式、ブルースターサファイア婚式[注釈 1]
- 70周年：プラチナ婚式

英米ではこの上に75年目が“ダイヤモンドと金”、80年目が“オーク（楢）”、85年目が“ワイン”と続く（下記参照）。
フランスでは1周年から80周年まで全ての年と、85、90、100周年にそれぞれ設定されている（フランス語の記事Anniversaire de mariageを参照）。

### 米英の呼称比較
アメリカ合衆国とイギリスでは、呼称がやや異なる。
| 年   | 米             | 英                  |
| ---- | -------------- | ------------------- |
| 1st  | Paper          | Paper               |
| 2nd  | Cotton         | Cotton              |
| 3rd  | Leather        | Leather             |
| 4th  | Linen, silk    | Fruit and flowers   |
| 5th  | Wood           | Wood                |
| 6th  | Iron           | Sugar               |
| 7th  | Wool, copper   | Wool, copper        |
| 8th  | Bronze         | Bronze              |
| 9th  | Pottery        | Willow, Pottery     |
| 10th | Tin/Aluminum   | Tin                 |
| 11th | Steel          | Steel               |
| 12th | Silk           | Silk and fine linen |
| 13th | Lace           | Lace                |
| 14th | Ivory          | Ivory               |
| 15th | Crystal        | Crystal             |
| 20th | China          | China               |
| 25th | Silver         | Silver              |
| 30th | Pearl          | Pearl               |
| 35th | Coral, jade    | Coral               |
| 40th | Ruby           | Ruby                |
| 45th | Sapphire       | Sapphire            |
| 50th | Gold           | Gold                |
| 55th | Emerald        | Emerald             |
| 60th | Diamond        | Diamond             |
| 65th | Blue Sapphire  | Blue Sapphire       |
| 70th | Platinum       | Platinum            |
| 75th | Diamond & Gold | Diamond & Gold      |
| 80th | Oak            | Oak                 |
| 85th | Wine           | Wine                |